# (31729) Scharmen
1999 JO69 (asteroide 31729) é um asteroide da cintura principal. Possui uma excentricidade de 0.11179160 e uma inclinação de 8.40973º.
Este asteroide foi descoberto no dia 12 de maio de 1999 por LINEAR em Socorro.